# Lewis Binford
Lewis Roberts Binford (21 novembre 1931 - 11 avril 2011) est un archéologue américain. Engagé dans l'armée américaine dans les années 1950, il s'est formé à la fouille et à l'archéologie dans le Pacifique et au Japon avant de suivre des études d'archéologie à son retour aux États-Unis. Très actif durant toute sa vie, il enseigna dans de nombreuses universités américaines tout en engageant des fouilles et en organisant des expéditions. Il est l'un des fondateurs de la « Nouvelle Archéologie » dans les années 1960 avec son célèbre article « Archaeology as Anthropology » mais aussi un des initiateurs de l'ethnoarchéologie. Ses travaux, tout autant que sa personne, ont suscité des débats parfois animés qui ne l'ont pas empêché d'être reconnu par le monde scientifique.

## Biographie

### Jeunesse et formation
Lewis Roberts Binford est né à Norfolk en Virginie le 21 novembre 1931 dans une famille modeste composée de son père, Joseph Lewis Binford, ancien électricien, et de sa mère Eoline Roberts, une descendante d'une riche famille de Virginie. Enfant intéressé par les animaux et la nature, Binford décida, après avoir fini le lycée, d'étudier la sylviculture et la protection de la nature à l'Institut polytechnique de Virginie. Auparavant un élève médiocre, Binford a excellé à l'université et désirait poursuivre une carrière académique en biologie. C'est lors de son engagement dans l'armée en 1952 que Binford s'intéressa pour la première fois à l'anthropologie et à l'archéologie. Effectivement, après avoir obtenu son diplôme, il a été assigné à un groupe d'anthropologues chargé de la réinstallation des populations dans les îles du Pacifique occupées par les États-Unis pendant la Seconde Guerre mondiale. De plus, il a été impliqué, durant son engagement, dans la récupération de vestiges archéologiques dans les tombes d'Okinawa, qui devaient être enlevées pour faire place à une base militaire. Bien qu'il n'ait aucune formation en archéologie, Binford excavait et identifiait lui-même les artefacts qui étaient ensuite replacés dans le musée détruit de Shuri.
Après avoir quitté l'armée, Binford est parti étudier l'anthropologie à l'université de Caroline du Nord (UNC). L'argent qu'il avait reçu de l'armée n'étant pas suffisant pour financer complètement ses études, Binford a utilisé ses compétences dans la construction, acquises dans sa jeunesse, afin de lancer une modeste entreprise de construction. Il obtient une licence à l'UNC en 1957 avant de partir pour l'université du Michigan afin de finir, en 1958, sa maîtrise et en 1964 son doctorat qui portait sur l'interaction entre les amérindiens et les premiers colons en Virginie, un sujet auquel il avait commencé à s'intéresser plus tôt à l'UNC,.

### Un professeur actif
Il décrocha son premier poste académique à l'université de Chicago où il pensa et élabora l'archéologie processuelle et les méthodes statistiques en archéologie. En 1965, il quitta Chicago – rejeté, selon lui, à cause du regain de tension entre lui-même et les vieux archéologues de la faculté, particulièrement Robert Braidwood – afin de s'installer à l'Université de Californie de Santa Barbara pour une année, avant de partir pour l'université de Californie à Los Angeles (abrégé en UCLA) en 1966. Toutefois, Binford n'appréciait pas l'atmosphère de la grande faculté de l'UCLA qu'il quitta au profit de l'université du Nouveau-Mexique en 1968. C'est à cette période que Binford a décidé d'entreprendre un travail de terrain parmi les Nunamiut (en), un peuple d'esquimaux d'Alaska, afin de mieux comprendre l'environnement périglaciaire occupé par les hommes du Moustérien, et aussi pour voir comment le comportement des chasseurs-cueilleurs se reflétait dans les vestiges archéologiques. Cette expédition relevant de l'ethnoarchéologie, c'est-à-dire la conduite de travaux ethnologiques sur le terrain afin d'établir une corrélation entre le comportement et la culturelle matérielle, est une des premières du genre et on a pu créditer Binford d'être un des initiateurs de ce type d'expédition. Il rejoint, en 1991, l'université méthodiste du Sud de Dallas avant de prendre sa retraite en 2002 à l'âge de 71 ans. Tout au long de sa carrière, Lewis Binford a écrit 18 livres et plus de 130 articles, chapitres de livre ou comptes-rendus dont certains ont marqué la discipline, comme son dernier ouvrage Constructing Frames of Reference: An Analytical Method for Archaeological Theory Building Using Ethnographic and Environmental Data Sets qui est une référence en ce qui concerne l'étude des populations de chasseurs-cueilleurs.

### Vie privée
Binford s'est marié à six reprises. Le premier de ces mariages était avec Jean Riley Mock, dont il a eu seulement une fille, Martha. Il a aussi eu un fils, Clinton, qui est mort dans un accident de voiture en 1976. Binford a fréquemment collaboré avec sa troisième femme, avec qui il s'est marié pendant qu'ils étaient encore étudiants à l'université de Chicago, Sally Binford, une archéologue elle aussi. Cette dernière a participé à de nombreux travaux dont le célèbre New Perspectives in Archaeology. Après la fin de son mariage avec Sally, Lewis Binford a épousé Mary Ann, une institutrice d'école élémentaire. Sa cinquième femme, Nancy Medaris Stone était, tout comme Sally Binford, une archéologue. Au moment de sa mort, Binford était marié à Amber Johnson, une professeur d'anthropologie à la Truman State University, qui avait aussi travaillé avec lui à la Southern Methodist University de Dallas,,.

## Rôle dans la « Nouvelle Archéologie »
C'est Lewis Binford qui entame dans les années 1960, dans une série d'articles et d'ouvrages, un travail de démolition des anciennes conceptions archéologiques, avec la volonté de faire souffler un vent de nouveauté sur la discipline, afin d'élaborer une « Nouvelle Archéologie ». Il était en effet très hostile aux considérations jusqu'alors en vigueur, et tout particulièrement en lutte contre l'approche historico-culturelle qui associait à chaque ensemble archéologique, un groupe ethnique. Cette opposition s'est concrétisée dans un débat avec le préhistorien français François Bordes sur l'interprétation de l'outillage lithique moustérien retrouvé dans des sites de Dordogne. Bordes avait soigneusement identifié cinq différents types d'outils en pierre qui montraient, selon lui, qu'il existait cinq tribus de Néandertal distinctes, tandis que le Britannique Paul Mellars expliquait que les différences dans l'outillage lithique permettaient de montrer une évolution dans le temps. Binford, lui, réfutait ces deux hypothèses et pensait plutôt que chaque modèle de pierre correspondait, non pas à une période ou à un groupe ethnique, mais à une utilisation précise circonscrite à un territoire. Ce débat, qui n'a pas véritablement apporté de réponses définitives, a eu le mérite de raviver le débat sur les causes des évolutions et des changements des vestiges archéologiques. Dans le même ordre d'idées, cette controverse a encouragé les échanges d'opinions et de théories entre les écoles américaines et européennes qui divergeaient tant par leurs méthodes que par leurs objectifs.
La « Nouvelle Archéologie » portée par Binford était aussi très marquée par l’anthropologie. Effectivement, Binford dans son article, publié en 1962 et passé à la postérité, « Archaeology as Anthropology » affiche les nouveaux objectifs de l'archéologie qui devrait se rapprocher de la pratique de l'anthropologie. Suivant Willey et Philips, il assène que « l'archéologie est anthropologie ou rien ». Déjà à l'université du Michigan, il avait vu le contraste saisissant entre la vivacité du département d'anthropologie (composé entre autres de Leslie White) et ces « gens en blouse blanche en train de compter leurs tessons de poterie » de la faculté d'archéologie. Il expliquera toutefois que si l'anthropologie permet de « faire face scientifiquement à la problématique du pourquoi les cultures changent », elle a besoin de données historiques qui ont une certaine profondeur. C'est ainsi qu'il s'est tourné vers l'archéologie mais tout en ne perdant pas de vue l’anthropologie et ses objectifs. Cela se traduit par une nouvelle approche de l'archéologie qui ne devrait plus seulement décrire les ensembles archéologiques importants ou s'attarder sur des pièces rares mais s'intéresser, comme l'anthropologie, aux processus sociaux, technologiques, religieux ou culturels qui touchaient les sociétés anciennes. Le parallèle avec l'anthropologie ne s'arrête pas là car Binford voulait atteindre, à travers les vestiges archéologiques, l'homme et ses comportements. C'est d'ailleurs lui qui est à l'origine des « middle range theory » qui devaient relier les restes archéologiques actuels aux comportements des hommes du passé.
Le renouveau de l'archéologie passe aussi, pour Binford et ses compères, par une plus grande objectivité et par l'utilisation de méthodes plus rigoureuses afin que l'archéologie devienne une discipline plus scientifique, comme le disait David Meltzer, professeur à l'université méthodiste du Sud, « Lewis Binford a mené la charge qui a poussé, tiré sinon persuadé l'archéologie à devenir une entreprise plus scientifique »,. Cette volonté de rationalisation a été notamment mise à mal par les partisans de l'archéologie post-processuelle (un courant né en opposition à la « Nouvelle Archéologie » qui affirmait que les recherches des archéologues étaient fortement marquées par leurs époques et leurs préjugés) avec lequel Binford a entretenu de nombreux désaccords, qui se matérialisaient dans des débats plus ou moins houleux. D'ailleurs, du débat avec François Bordes des années 1970 aux controverses avec les archéologues post-processuels des années 1980 et 1990, Binford a marqué son époque et sa discipline par ces nombreuses querelles scientifiques et par ses réactions contre un certain nombre d'écoles de pensée, dont le mouvement post-processuel.
Lewis Binford est considéré par beaucoup comme étant un des archéologues les plus influents, si ce n'est le plus influent, du XXe siècle. Effectivement, bien qu'il n'ait que rarement conduit des travaux de terrain ou fait des découvertes remarquables, il a réussi à changer la perception qu'avaient les chercheurs des vestiges archéologiques mais il a eu aussi, plus largement, un impact sur les objectifs et les théories de l'archéologie,.

## Distinctions et honneurs
Lewis Binford a été reconnu tardivement comme un des archéologues les plus influents du XXe siècle et a donc reçu de nombreuses distinctions et hommages, parmi les plus importants :
- Il a été nommé docteur honoris causa de l’université de Southampton (1983), de l'université de Grenoble (1999), de l'université de Leyde (2000), de l'université de Vérone (2005).
- Binford a été élu à l'Académie nationale des sciences des États-Unis.
- En 2011, la Society for American Archaeology a créé une bourse Lewis R. Binford pour le développement de l'enseignement du raisonnement scientifique en archéologie[3].
- En 2010, l'astéroïde (213629) Binford a été nommé en son honneur[24].

## Principales publications
- (en) « Archaeology as Anthropology », American Antiquity, vol. 28, no 2,‎ 1962, p. 217-225 [lire en ligne]
- (en) New Perspectives in Archaeology, Chicago, Aldine Publishing Company, 1968, 373 p.
- (en) Nunamiut Ethnoarchaeology, Eliot Werner Publications Inc, 1978, 530 p.
- (en) Bones, Ancient Men and Modern Myths, Academic Press Inc, 1981, 320 p.
- (en) Constructing Frames of Reference: An Analytical Method for Archaeological Theory Building Using Ethnographic and Environmental Data Sets, University of California Press, 2001, 583 p.
- (en) In Pursuit of the Past: Decoding the Archaeological Record, University of California Press, 2002, 260 p.